# Storrs (Connecticut)
Pour les articles homonymes, voir Storrs.
Storrs est un village et un census-designated place (CDP) situé dans la ville américaine de Mansfield, dans l'est du comté de Tolland, au Connecticut. 

## Histoire
Storrs a été dénommé en l'honneur de Charles et Augustus Storrs, deux frères qui ont fondé l'université du Connecticut (à l'origine appelé Storrs Agricultural College) en donnant le terrain (170 acres (0,69 km2)) et 6 000 $ en 1881.  

## Population
Storrs comptait une population de 15 344 habitants au recensement de 2010. 

## Université du Connecticut
Il est dominé économiquement et démographiquement par la présence du campus principal de l'université du Connecticut et du Connecticut Repertory Theatre associé.

## Sport
- Le Morrone Stadium,  stade omnisports.